# Mount Kitchener, Western Australia
Mount Kitchener är ett berg i Australien. Det ligger i regionen Derby-West Kimberley och delstaten Western Australia, omkring 2 000 kilometer nordost om delstatshuvudstaden Perth. Toppen på Mount Kitchener är 309 meter över havet, eller 120 meter över den omgivande terrängen. Bredden vid basen är 2,1 km.
Trakten runt Mount Kitchener är nära nog obefolkad, med mindre än två invånare per kvadratkilometer.. Det finns inga samhällen i närheten.
I omgivningarna runt Mount Kitchener växer huvudsakligen savannskog. Genomsnittlig årsnederbörd är 1 579 millimeter. Den regnigaste månaden är februari, med i genomsnitt 430 mm nederbörd, och den torraste är augusti, med 1 mm nederbörd.